# Kaspičan
Kaspičan (búlgaro:Каспичан) é uma cidade da Bulgária, localizada no distrito de Shumen. A sua população era de 3,260 habitantes segundo o censo de 2010.

## População
| Kaspičan | Kaspičan | Kaspičan | Kaspičan | Kaspičan | Kaspičan | Kaspičan | Kaspičan | Kaspičan | Kaspičan | Kaspičan | Kaspičan | Kaspičan | Kaspičan | Kaspičan | Kaspičan | Kaspičan | Kaspičan | Kaspičan | Kaspičan |
| --- | -------- | -------- | -------- | -------- | -------- | -------- | -------- | -------- | -------- | -------- | -------- | -------- | -------- | -------- | -------- | -------- | -------- | -------- | -------- |
| Ano | 1887     | 1910     | 1934     | 1946     | 1956     | 1965     | 1975     | 1985     | 1992     | 2001     | 2002     | 2003     | 2004     | 2005     | 2006     | 2007     | 2008     | 2009     | 2010     |
| População |          |          |          | …        | …        | 3,075    | 3,508    | 5,895    | 3,955    | 3,689    | 3,653    | 3,600    | 3,549    | 3,471    | 3,400    | 3,350    | 3,305    | 3,289    | 3,260    |
| Fontes: Instituto Nacional de Estatísticas, „citypopulation.de“, „pop-stat.mashke.org“, Bulgarian Academy of Sciences |          |          |          |          |          |          |          |          |          |          |          |          |          |          |          |          |          |          |          |